# Glaresis franzi
Glaresis franzi är en skalbaggsart som beskrevs av Renaud Maurice Adrien Paulian 1981. Glaresis franzi ingår i släktet Glaresis och familjen Glaresidae. Inga underarter finns listade i Catalogue of Life.